# Пломба (безпека)

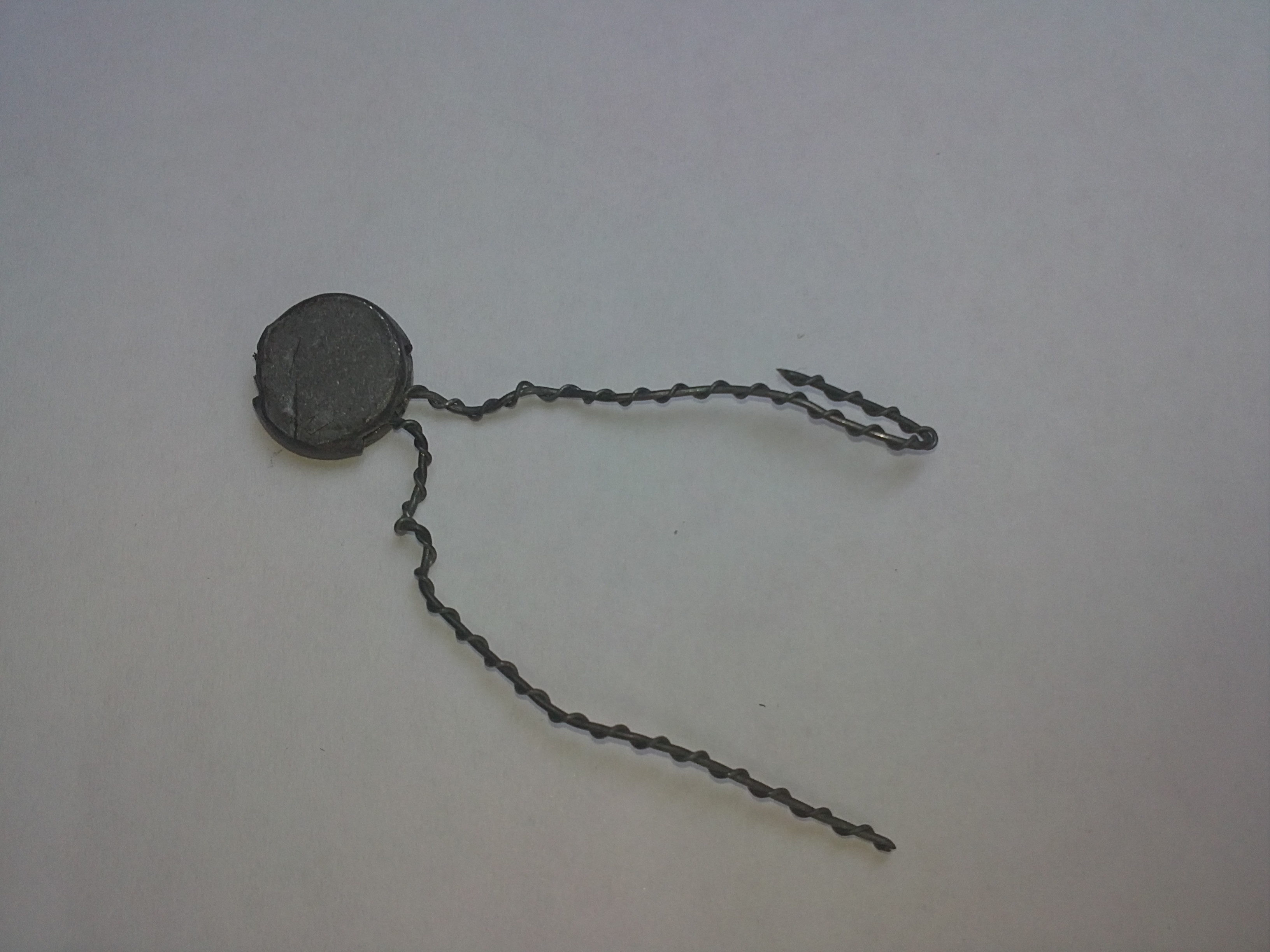
Свинцева пломба

Пло́мба  (нім. Plombe від лат. plumbum — «свинець») — різновид свинцевої (або з іншого матеріалу) печатки, що прикріплюється до товарів або дверей запечатуваних приміщень, контейнерів та ін. У митному праві один із засобів митного забезпечення. Для накладання пломб зазвичай використовують пломбіратори. Різновидом пломб також є індикаторні пломби,  одноразові пломби, гарантійні пломби, контрольні стікери.
Пломбування (опломбування) — накладення пломб з метою контролю доступу до об'єкта, захисту його від несанкціонованого втручання.

## Історія
Першими пломбами вважають циліндричні печатки, на поверхні яких містились різноманітні зображення (використовувались у Месопотамії з кінця IV — початку III тисячоліття до н. е.. Форма циліндра була зручна: таку печатку легко прокочувати по глині, або іншій м'якій поверхні. Пізніше на печатках вирізали надписи, зокрема, прізвища власника.
Пломби для ідентифікації власності застосовувалися також в Стародавній Греції та Римській імперії. Перші пломби призначалися для реєстрації доступу до товарів і документів: амфор, скриньок, сувоїв, папірусів. Для цього об'єкт, що охороняється обв'язували мотузкою або шнуром та фіксували пломбою. Несанкціоноване зняття пломби вважалося злочином. Широке поширення пломби отримали в Європі у середньовіччя (VIII—XI ст.), як металевої митної бирки.
В Росії, завдяки археологічним дослідженням на території стародавнього новгородського городища, здійсненими академіком В. Л. Яніним, були також знайдені середньовічні (імовірно, митні) пломби, що відрізняються від європейських зразків конструкцією і матеріалом виготовлення. Це були дерев'яні циліндри довжиною 80-10 мм і діаметром в 60 мм, що мали подовжній і поперечний канал. Принцип дії староруської пломби був такий: шкіряний мішок обв'язували мотузкою, кінці якої вводилися в поздовжній канал назустріч один до одного і випускалися назовні через поперечний канал, що закривався дерев'яним клином — пробкою. Так як фіксуючий елемент пломби (вузол мотузки) був надійно захований всередині пломбувального пристрою, то зняти пломбу можна було тільки розколів циліндр, або розрізавши мотузку.
Мініатюрну митну пломбу періоду Київської Русі, датованою XI-XII століттями, була знайдена під час розкопок урочища "Апостольщина" в місті Володимирі на Волині, в рамках проекту будівництва укриття та навчального корпусу ліцею імені Олександра Цинкаловського.
У Середньовіччі замість глини почали використовувати свинець, сургуч, мастику. Так тривало до середини 20 століття. У цей час було винайдено більшість відомих зараз засобів опломбування та опечатування. Основна їхня відмінність від традиційних пломб — наявність послідовної нумерації, кожна пломба стала унікальною, підробити або фальсифікувати її набагато складніше.

## Класифікація пломб
Пломбувальні пристрої класифікуються за такими наступними ознаками:

### Використовувані матеріали
Першими матеріалами для виготовлення пломб були віск, глина, сургуч, дерево і свинець. Сучасні контрольні (індикаторні) пломби виготовляються з полімерів (полікарбонат, поліетилен, поліпропілен, нейлон, армамід та ін.). Силові пломби (запірно-пломбувальні пристрої) роблять з металу і пластмаси, а також їх комбінацій. Пломби зі свинцю, використовуються установами, скоріше, за інерцією, так як не можуть змагатися з сучасними пломбами по надійності.

### Конструкція
Міжнародний стандарт ISO 17712 (МЕХАНІЧНІ ПЛОМБИ) визначає такі типи пломб:
- 3.1.1 — дротяні;
- 3.1.2 — навісний замок (Padlock);
- 3.1.3 — ланцюжкові;
- 3.1.4 — тросові;
- 3.1.5 — болтові;
- 3.1.6 — витяжні (Pull-Up);
- 3.1.7 — закрутні (Twist);
- 3.1.8 — зубчаті;
- 3.1.9 — пломби-наклейки (security-labels);
- 3.1.10 — бар'єрні пломби.

Загальні для всіх пломб стандарти конструкції за ISO 17712, зокрема, мають забезпечувати надійність та неможливість підробки (3.2.1), простоту встановлення (3.2.2), наявність унікального номера (3.2.3).
Для пломбування мішків використовують пломби-стяжки, які завдяки шипам на корпусі унеможливлюють зняття пломби з горловини мішка.
У разі, якщо на об'єкті, який потрібно опломбувати, нема проушин, використовують пломби-наклейки. Вони також мають послідовну нумерацію, при спробі відклеювання наклейка руйнується або змінює колір.

### Ступінь захисту охоронюваного об'єкту
За ступенем захисту охоронюваного об'єкту пломби класифікуються як:
- «силові» — (одночасно виконують роль замка), або запірно-пломбувальні пристрої, які здатні протистояти злому. До силових пломб відносять жорсткі багатоелементні та моноблочні пломби болтового або тросового типу, які можна відкрити лише спеціальним інструментом або високим руйнівним зусиллям;
- «індикаторні» (контрольні), що лише засвідчують факт несанкціонованого доступу до об'єкту.

## Контроль стану пломби
Один з найбільш вживаних способів контролю стану пломби — маркування з унікальним ідентифікаційним номером, який наноситься на пломбувальний пристрій способом, який виключає можливість маніпулювання і відзначається в супровідних документах. Електронні пломби (e-seal) мають RFID-чип, інформація з таких пломб зчитується безконтактним способом, що дозволяє робити моніторинг та ідентифікацію об'єкту, що охороняється в будь-який момент часу.
Загальні вимоги до номерних пломб в Україні викладені в державному стандарті ДСТУ 4551:2006 «Пломби індикаторні. Стійкість до маніпулювання, фальсифікації та підробки. Вимоги та методи випробувань»

## Застосування
Індикаторні (контрольні) пломби застосовують з метою виявлення фактів несанкціонованого доступу до об'єктів (лічильники електроенергії, газу, води, грошові сховища в банках, інкасаторські сумки, складські приміщення, ємності, автомобілі, контейнери, бензоколонки, офіси, гральні автомати, шафи та багато інших об'єктів).

## Сучасне використання
З початком 2000-х років, в Україні, відповідно до міжнародних стандартів, замість застарілих свинцевих, сургучевих та пластилінових (мастикових) пломб застосовуються одноразові пластикові і металопластикові індикаторні та силові пломби, які мають індивідуальний номер, не можуть використовуватися повторно, стійкі до спроб підробки та маніпуляцій. Такі пломби є дієвим засобом контролю. Номерні контрольні пломби ефективно застосовують у банківській, офісній, сільськогосподарській, поштовій та митній справах.
Виробництво номерних пломб спочатку мігрувало з Європи та США до південноазійського регіону, проте зараз спостерігається зворотній процес. Це пов'язано, насамперед, з тим, що період податкових пільг закінчився, значно зросли витрати на енергоносії та сировину, зарплата підвищилась. Таким чином, купити дешевшу продукцію нормальної якості неможливо. Теж саме стосується виробництв, які використовують дешеве азійське обладнання. Отже, підвищився ризик отримати сумнівний контрафакт. Наприклад, у холодні зимові місяці деякі споживачі з подивом відзначили, що пластикові пломби куплені на декілька копійок дешевше, на морозі тріскаються та розлітаються на частини. При виборі контрольних пломб, які будуть захищати ваше майно, або забезпечувати безпеку, важливо мати постачальника з бездоганною репутацією.
Процес установки номерних пломб досить простий, проте вимагає дотримання певних правил. Правильно встановлена пломба забезпечить максимальну інформативність про факти або спроби несанкціонованого втручання. Неправильно встановлена пломба забезпечить шахраям доступ до ваших цінностей з мінімальними зусиллями. Лише високоякісні пломби і правильна установка їх на об'єкт може гарантувати збереження ваших цінностей, або ж енергоресурсів, документів або коштів.